# Draba pygmaea
Draba pygmaea là một loài thực vật có hoa trong họ Cải. Loài này được Turcz. ex N.Busch mô tả khoa học đầu tiên năm 1919.